# Papp-Váry Zsolt
Papp-Váry Zsolt (Budapest, 1938 –) okleveles építészmérnök. Építészmérnöki oklevelének száma: 2000/1961. Magáénak tudhatja az 1983-as Szófiai Építészeti Biennálé bronzmedálját, az 1976-os Emlékműpályázat, Hajdúnánás 1. díját és az 1992-es Referencia épületpályázat, Velux I. díját. 2011-ben a Budapesti Műszaki és Gazdaságtudományi Egyetem Szenátusa aranydiploma adományozásával ismerte el mérnöki tevékenységét.

## Szakmai tevékenysége
Egyetemi éveinek végeztével a Budapesti Városépítési Tervező Irodájában (BUVÁTI) helyezkedett el, majd az Agrober-ÉLITI Tervező Vállalatnál. 1990-től 92-ig a Promt-Coop Tervező Kisszövetkezetnél dolgozott Budapesten, 1991 óta az Oxus-T Bt-be magántervező. Főbb munkaterületei a magasépítési tervezői, irányító-tervezői tevékenység, illetve lényegesebb mellékfoglalkozásait városi főépítészi (Hatvan város főépítésze 1991 és 2001 között), egyetemi-oktatói (1975-től 1985-ig oktatói gyakorlatvezető a Budapesti Műszaki Egyetemen) és szobrász társtervezői munkák képezték. Több tanulmány és létesítmény-ismertetés is fűződik nevéhez, melyeket szaklapokban publikált. Tagja a Magyar Építőművészek Szövetségének, MÉK-nak és az Igazságügyi Szakértői Kamarának. Munkásságát több élelmiszeripari, ipari létesítmény, oktatási, közösségi és lakóépület s több köztéri szobor is fémjelzi, köztük példaként a gödöllői Kenyérgyár, budapesti Gyógypedagógiai Iskola, ceglédi Húsfeldolgozó üzem, Hatvan-Keresztharaszti római katolikus templom, dörgicsei lakó és nyaralóépület. Pályájának főbb elismeréseiként magáénak tudhatja az 1983-as Szófiai Építészeti Biennálé bronzmedálját, 1976 Emlékműpályázat, Hajdúnánás 1. díját és az 1992-es Referenciaépület-pályázat, Velux I. díját.

## Főbb alkotásai
- Gödöllő:  Kenyérgyár,
- Budapest: Gyógypedagógiai Iskola,
- Cegléd:   Húsfeldolgozó üzem,
- Hatvan:   Keresztharaszti rk. templom,
- Dörgicse lakó- és nyaralóépület.
- Veszprém: HM-társasházak (1986.)[1]

## Szakmai-, társadalmi elismerései
- 1983.: Szófiai Építészeti Biennálé bronz medálja
- 1976.: Emlékmű Pályázat a Hajdúnánás 1. díja,
- 1992.: Referencia épület pályázat, Velux I. díja.